# Pontonema brevicaudatoides
Pontonema brevicaudatoides är en rundmaskart. Pontonema brevicaudatoides ingår i släktet Pontonema och familjen Oncholaimidae. Inga underarter finns listade i Catalogue of Life.